# Disney Dream (schip, 2011)
De Disney Dream is een cruiseschip van Disney Cruise Line, een deel van de The Walt Disney Company, die zijn eerste reizen maakte vanaf 2011.
De Disney Dream vaart 3-, 4- en 5-daagse cruises naar de Bahama's. Het zusterschip van de Disney Dream is de Disney Fantasy.